# Lougé-sur-Maire
Lougé-sur-Maire är en kommun i departementet Orne i regionen Normandie i nordvästra Frankrike. Kommunen ligger i kantonen Briouze som tillhör arrondissementet Argentan. År 2022 hade Lougé-sur-Maire 314 invånare.

## Befolkningsutveckling
Antalet invånare i kommunen Lougé-sur-Maire
| Referens: INSEE |